# Ion Crăciunescu
Ion Crăciunescu (Râmnicu Vâlcea, 1950. szeptember 27. –) román nemzetközi labdarúgó-játékvezető.

## Pályafutása

### Nemzeti játékvezetés
A küldési gyakorlat szerint rendszeres partbírói tevékenységet is végzett. 1982-ben lett az I. Liga játékvezetője. A nemzeti játékvezetéstől 1996-ban vonult vissza. Első ligás mérkőzéseinek száma: 230. Ez a szám 1982-től 2009-ig román csúcs volt, amit Adrian Porumboiu játékvezetőnek sikerült megdöntenie. Az első osztályban vezetett 230 mérkőzésével a 6. helyen áll a romániai labdarúgó-játékvezetők között. A nemzeti játékvezetéstől 1996-ban vonult vissza.

### Nemzetközi játékvezetés
A Román labdarúgó-szövetség Játékvezető Bizottsága (JB) terjesztette fel nemzetközi játékvezetőnek, a Nemzetközi Labdarúgó-szövetség (FIFA) 1984-től tartotta nyilván bírói keretében. A FIFA JB központi nyelvei közül a angolt és a franciát beszéli. Több nemzetek közötti válogatott és klubmérkőzést vezetett, vagy működő társának partbíróként, illetve 4. bíróként segített. A román nemzetközi játékvezetők rangsorában, a világbajnokság-Európa-bajnokság sorrendjében a 3. helyet foglalja el 10 találkozó szolgálatával. Az aktív nemzetközi játékvezetéstől 1996-ban a FIFA JB 45 éves korhatárát elérve búcsúzott.

#### Labdarúgó-világbajnokság
A világbajnoki döntőhöz vezető úton Amerikai Egyesült Államokba a XV., az 1994-es labdarúgó-világbajnokságra a FIFA JB játékvezetőként alkalmazta.

##### 1994-es labdarúgó-világbajnokság

###### Selejtező mérkőzés
| Időpont            | Helyszín                               | Mérkőzés típusa           | Mérkőzés                 | Eredmény | Nézők száma |
| ------------------ | -------------------------------------- | ------------------------- | ------------------------ | -------- | ----------- |
| 1992. december 16. | Ramón Sánchez Pizjuán Stadion, Sevilla | előselejtező (3. csoport) | Spanyolország–Litvánia   | 5 : 0    | 19 000      |
| 1993. április 17.  | Nemzeti Stadion, Ta’ Qali              | előselejtező (1. csoport) | Málta–Svájc              | 0 : 2    | 7 837       |
| 1993. október 13.  | Olimpiai Stadion, Róma                 | előselejtező (1. csoport) | Olaszország–Skócia       | 3 : 1    | 61 178      |
| 1993. október 18.  | Khalifa Stadion, Doha                  | Ázsia (AFC) zónadöntő     | Szaúd-Arábia–Észak-Korea | 1 : 2    | 15 000      |
| 1993. október 22.  | Khalifa Stadion, Doha                  | Ázsia (AFC) zónadöntő     | Irak–Irán                | 2 : 1    | 30 000      |
| 1993. október 28.  | Qatar SC Stadion, Doha                 | Ázsia (AFC) zónadöntő     | Dél-Korea–Észak-Korea    | 3 : 0    | 4 000       |

#### Labdarúgó-Európa-bajnokság
Három európai labdarúgó torna döntőjéhez vezető úton Német Szövetségi Köztársaságba a VIII., az 1988-as labdarúgó-Európa-bajnokságra, Svédországba a IX., az 1992-es labdarúgó-Európa-bajnokságra és Angliába a X., az 1996-os labdarúgó-Európa-bajnokságra az UEFA JB játékvezetőként foglalkoztatta.

##### 1988-as labdarúgó-Európa-bajnokság

###### Selejtező mérkőzés
| Időpont         | Helyszín                     | Mérkőzés típusa           | Mérkőzés           | Eredmény | Nézők száma |
| --------------- | ---------------------------- | ------------------------- | ------------------ | -------- | ----------- |
| 1987. május 20. | Vasil Levski Stadion, Szófia | előselejtező (7. csoport) | Bulgária–Luxemburg | 3 : 0    | 14 756      |

##### 1992-es labdarúgó-Európa-bajnokság

###### Selejtező mérkőzés
| Időpont           | Helyszín                      | Mérkőzés típusa           | Mérkőzés          | Eredmény | Nézők száma |
| ----------------- | ----------------------------- | ------------------------- | ----------------- | -------- | ----------- |
| 1990. október 31. | Spyridon Louis Stadion, Athén | előselejtező (6. csoport) | Görögország–Málta | 4 : 0    | 7 768       |

##### 1996-os labdarúgó-Európa-bajnokság

###### Selejtező mérkőzés
| Időpont            | Helyszín                        | Mérkőzés típusa           | Mérkőzés          | Eredmény | Nézők száma |
| ------------------ | ------------------------------- | ------------------------- | ----------------- | -------- | ----------- |
| 1994. december 14. | Ali Sami Yen Stadion, Isztambul | előselejtező (3. csoport) | Törökország–Svájc | 1 : 2    | 35 000      |
| 1995. november 11. | Arms Park Stadion, Cardiff      | előselejtező (7. csoport) | Wales–Németország | 1 : 2    | 27 000      |

#### Konföderációs kupa
A második, az 1995-ös konföderációs kupának (Fahd király kupa) Szaúd-Arábia adott otthont, ahol a FIFA JB hivatalnoki feladatokkal bízta meg.

##### 1995-ös konföderációs kupa
| Időpont          | Helyszín                       | Mérkőzés típusa        | Mérkőzés       | Eredmény | Nézők száma |
| ---------------- | ------------------------------ | ---------------------- | -------------- | -------- | ----------- |
| 1995. január 6.  | II. Fahd király Stadion, Rijád | selejtező (B. csoport) | Japán–Nigéria  | 0 : 3    | 25 000      |
| 1995. január 13. | II. Fahd király Stadion, Rijád | bronzmérkőzés          | Mexikó–Nigéria | 1 : 1    | 20 000      |

#### Nemzetközi kupamérkőzések
Vezetett Kupa-döntők száma: 1.

##### UEFA-bajnokok ligája
A 41. játékvezető – a 2. román – aki UEFA-bajnokok ligája döntőt vezetett.
| Időpont         | Helyszín                   | Mérkőzés típusa | Mérkőzés                | Eredmény | Nézők száma |
| --------------- | -------------------------- | --------------- | ----------------------- | -------- | ----------- |
| 1995. május 24. | Ernst Happel Stadion, Bécs | döntő           | Ajax Amsterdam–AC Milan | 1 : 0    | 49 700      |

##### Kupagyőztesek Európa-kupája
| Időpont              | Helyszín             | Mérkőzés típusa             | Mérkőzés                   | Eredmény |
| -------------------- | -------------------- | --------------------------- | -------------------------- | -------- |
| 1985. szeptember 18. | Práter Stadion, Bécs | Európa-kupa 2 (1. mérkőzés) | SK Rapid Wien–FC Tatabánya | 5 : 0    |

## Sportvezetőként
2003-2005 között a Román Labdarúgó-szövetség (LSZ) Játékvezető Bizottságának (JB) vezetője, nemzeti játékvezető ellenőr.

## Szakmai sikerek
- 2001-ben a Román LSZ-től játékvezetői szerepléséért életműdíjat kapott.
- Az IFFHS (International Federation of Football History & Statistics) 1987-2011 évadokról tartott nemzetközi szavazásán 151, játékvezető besorolásával minden idők 49, legjobb bírójának rangsorolta. A 2008-as szavazáshoz képest 9 pozíciót hátrább lépett.

## Családi kapcsolat
Fia Teodor Crăciunescu a román első liga játékvezetője.